# 石川 (市原市)
石川（いしかわ）とは、千葉県市原市の南総地区にある大字である。郵便番号は290-0511。

## 概要
石川のやや西寄りに団地がある。

## 地理
北は島田、東と南は鶴舞、西は安久谷と接している。

## 地価
公示地価によると2017年現在は千葉県市原市石川字古宿455番62で9,900(円/m²)である。

## 歴史

### 沿革
江戸時代は市原郡に属する村の一部であった。
- 1967年 加茂村と共に合併市原市の一部となった。

## 世帯数と人口
2017年（平成29年）11月1日現在の世帯数と人口は以下の通りである。
| 町丁字 | 世帯数  | 人口    |
| ------ | ------- | ------- |
| 石川   | 454世帯 | 1,080人 |

## 通学区域
市立小学校・市立中学校および県立高等学校の通学区域は以下の通りである。
| 町丁字 | 範囲 | 小学校             | 中学校             | 高等学校 |
| ------ | ---- | ------------------ | ------------------ | -------- |
| 石川   | 全域 | 市原市立内田小学校 | 市原市立南総中学校 | 第9学区  |

## 施設
- 石川上公民館
- 福圓寺

## 交通

### 鉄道
大字内に駅はないが、最寄り駅は小湊鉄道線上総牛久駅

### バス
- 運行は小湊鉄道長南営業所、最寄りバス停は大蔵屋団地前など

| 系統                   | 経由             | 行き先     | 参考                           |
| ---------------------- | ---------------- | ---------- | ------------------------------ |
| 牛05                   |                  | 大多喜車庫 | 循環器病センターを経由しない便 |
| 牛04                   |                  | 里見駅     | 廃止                           |
| 牛06                   | 循環器病センター | 大多喜車庫 |                                |
| 牛07、牛08             | 循環器病センター | 鶴舞       |                                |
| 牛04、牛05、牛06、牛07 |                  | 牛久駅     |                                |